# Irmgard Enderle
Irmgard Enderle (* 28. April 1895 in Frankfurt am Main; † 20. September 1985 in Köln), geborene Rasch, Decknamen Kleopatra und J. Reele, war eine sozialistische Politikerin, Gewerkschafterin und Journalistin.

## Biografie
Die Tochter eines Gymnasiallehrers war Mitglied des Wandervogels und der Freideutschen Jugend, absolvierte eine Ausbildung zur Lehrerin und studierte von 1917 an mehrere Semester Pädagogik und Volkswirtschaftslehre an der Universität in Berlin. Hier rief sie eine sozialistische Studentengruppe ins Leben und schloss sich im November 1918 dem Spartakusbund und nach deren Gründung der KPD an. Ab Mitte 1919 war sie hauptamtlich im KPD-Apparat tätig, zunächst kurz in der Land-, dann bis 1924 in der Gewerkschaftsabteilung. 1924 wurde Irmgard Rasch, welche dem „rechten“ Flügel um August Thalheimer und Heinrich Brandler angehörte, von der neuen „linken“ Führung um Ruth Fischer von diesem Posten abgelöst und übernahm eine Stelle als Gewerkschaftsredakteurin bei der KPD-Tageszeitung Klassenkampf in Halle, 1927 den gleichen Posten beim Zentralorgan Rote Fahne.
Anfang 1929 wurde Irmgard Rasch als Anhängerin von Brandler und Thalheimer von der Thälmann-Führung aus der Partei ausgeschlossen und trat der neu gegründeten KPO bei. Mit der Gruppe um Paul Frölich, Jacob Walcher und August Enderle, welchen sie im gleichen Jahr heiratete, trat sie 1932 zur SAPD über, wo sie Mitglied der Ortsleitung in der starken Breslauer Ortsgruppe war.
Gemeinsam mit ihrem Ehemann leitete sie nach der Machtübergabe an die NSDAP zunächst die illegale Arbeit der SAPD in der Region, war im Juni 1933 kurzzeitig inhaftiert und danach unter Polizeiaufsicht und floh im August des Jahres über die Niederlande und Belgien nach Schweden, wo sie ab 1934 ansässig war. In Stockholm gehörte Enderle, welche vom NS-Staat 1941 ausgebürgert wurde, gemeinsam mit ihrem Ehemann und Stefan Szende und ab Sommer 1940 Willy Brandt zu den führenden Mitgliedern der SAPD-Landesgruppe und war hier v. a. in der Unterstützung der Widerstandsgruppen der Partei in Norddeutschland, in der Landesgruppe deutscher Gewerkschafter in Schweden und bis zu den Moskauer Prozessen in der Bewegung für eine Volksfront aktiv. In der Zeit um 1937/38 stand sie – anders als August Enderle – der Abspaltung Neuer Weg um Peter Blachstein und Walter Fabian nahe. Publizistisch war Enderle (neben der Arbeit für die SAPD-Organe) vor allem für die schwedische Gewerkschaftspresse und die schweizerische Rote Revue tätig. Mit der schwedischen SAPD-Landesgruppe trat sie im November 1944 der SPD bei.
Im Sommer 1945 kehrte sie zusammen mit August Enderle mit Hilfe der ITF nach Deutschland zurück, wo sie sich in Bremen niederließ und sich am Wiederaufbau der dortigen SPD und der Bremer Gewerkschaften beteiligte. Im gleichen Jahr zählte sie auch zu den Gründern des Weser-Kuriers, dessen Redaktion sie bis 1947 angehörte.
Enderle war eine bedeutende Frau der Bremer Frauenbewegung. 1946 war sie mit Agnes Heineken, Anna Stiegler, Käthe Popall und Anna Klara Fischer Gründungsmitglied und Vorstand des Bremer Frauenausschusses, ein gesellschaftlich anerkannter, überparteilicher und überkonfessioneller Dachverband von Frauenorganisationen aus allen gesellschaftlichen Bereichen des Landes Bremen. Von 1946 bis 1947 war sie Vorsitzende des Verbandes; ihr folgte Charlotte Niehaus in diesem Amt.
Von 1946 bis 1947 war Enderle zusätzlich Mitglied der Bremischen Bürgerschaft und von 1948 bis 1949 des Wirtschaftsrates der Bizone. Danach war sie von 1947 bis 1949 Redakteurin der Zeitung Bund und von 1949 bis 1951 der DGB-Zeitung Welt der Arbeit sowie als freie Journalistin und in der gewerkschaftlichen Bildungsarbeit tätig. Gleichzeitig bekleidete Enderle gewerkschaftliche Leitungsfunktionen, so war sie 1950 bis 1955 Vorstandsmitglied der IG Druck und Papier und zeitweise Vorsitzende der Deutschen Journalisten-Union sowie Vorsitzende des DGB-Frauenausschusses; daneben war sie Mitglied der Vereinigung der Verfolgten des Naziregimes und der Humanistischen Union.

## Schriften
- Nazismen och Tysklands näringsliv. Stockholm 1944.
- Zur Nachkriegspolitik der deutschen Sozialisten. Stockholm 1944. (Mitverfasserin, mit Willy Brandt, August Enderle, Stefan Szende und Ernst Behm)
- Frauenüberschuß und Erwerbsarbeit. Bielefeld 1947.